# Чуйские белки
Чу́йские белки́ (Чуйские Альпы) — два горных хребта (Северо-Чуйский и Южно-Чуйский) в центральной части Алтая, соединённые поперечной горной цепью. Административно расположены в Кош-Агачском районе Республики Алтай.

## Описание
Расположены в Центральном Алтае между долиной реки Джазатор на юге, впадинами Чуйской, Курайской степей и долиной реки Шавла на севере. Хребты отрогами соединены поперечной горной цепью (Карагемская перемычка), на которой расположен перевал Карагем. Хребты простираются в широтном направлении, средняя высота гребней хребтов превышает 3200 м, максимальная высота — вершина Маашейбаш (4177 м) в Северо-Чуйском хребте, в Южно-Чуйском хребте максимальная высота достигает 3967 м — вершина Ирбисту.
Один из центров современного оледенения на Алтае, на склонах гор расположено 10 крупных ледников.

## Туризм
Северо-Чуйский хребет, как расположенный ближе к Чуйскому тракту, более посещаем туристами, ввиду доступности подходов к основным природным достопримечательностям района (Шавлинские озёра, ущелье Актуру), наличием относительной туристической инфраструктуры.
Для любителей спортивного туризма район представляет интерес наличием маршрутов различных категорий сложности, в том числе и охватывающих одновременно Северо-Чуйский и Южно-Чуйский хребты, с возможным выходом в район Белухи и переправой через реку Аргут.
Среди туристов распространено сокращение: СЧХ — Северо-Чуйский хребет, ЮЧХ — Южно-Чуйский хребет.

## В культуре
В своём рассказе «Чуйские были» писатель Вячеслав Шишков называет Чуйские белки Чуйскими Альпами, в которых рождается священная Чуя:
```
«Ох, да как стегнула по Алтаю Чуя, священная река. Белые стоят на горизонте горы, все в вечных снегах, Чуйские Альпы, земли надгробие. В них родится Чуя, священная река»
[
13
]
.
```